# Tatra K2
Татра K2 — зчленований двосекційний тривісний односторонній високопідлоговий трамвайний вагон, що серійно випускався чехословацьким підприємством «ČKD Tatra» з 1966 по 1983 роки у Празі. Вагони поставлялися у соціалістичні країни Європи: Чехословаччину, Югославію та СРСР. Виготовлений на базі експериментального вагону Tatra K1 з обладнанням вагону Tatra T3. Деяка кількість вагонів експлуатується дотепер у різних модернізованих варіантах.
Дизайн такий же, як у вагону Tatra T3 — це практично, зчленована версія цього вагону. Як і його попередник, Tatra K1,  Tatra K2 має четверо ширмових дверей. Вагон має три візки (по одному в кожній секції та під з'єднанням), які можуть бути адаптовані до колії шириною 1524 мм, 1435 мм та 1000 мм. Трамвай має електротехнічне обладнання UA12. Вагон обладнаний чотирма тяговими електродвигунами ТЕ 022. Струмоприйом у Tatra K2 здійснюється за допомогою пантографа.
Перший прототип був виготовлений у 1966 році і випробовувався у Празі, Мості та Брно. Другий протопип випробовувася у Новосибірську.

## Модифікації
Традиційно для вагонів марки «Tatra», Tatra К2 модифікувалися окремо для кожної країни, в яку поставлялися. Від цього залежить перша буква приставки. Інші букви у приставці означають постзаводські модифікації вагонів (капітальні ремонти з видозмінами). Вагони, що експлуатувалися у Чехословаччині, не мали приставки у назві, а постзаводські модифікації позначалися починаючи від першої цифри після Tatra K2.
Всього було виготовлено 231 вагон моделі Tatra K2 для Чехословаччини, 246 вагонів моделі Tatra K2SU для Радянського Союзу та 90 вагонів Tatra K2YU для югославського м. Сараєво. 20 трамваїв 
Tatra K2YU експлуатуються також у Брно, Остраві та Братиславі.
Вагони  Tatra К2, передовсім в Чехії та Словаччині, піддавалися різним модернізаціям:
- Tatra K2G — встановлення електрообладнання TV8 з тиристорами GTO;
- Tatra K2R, Tatra K2R.03 — встановлення електрообладнання TV8 з тиристорами GTO, оновлення зовнішнього вигляду;
- Tatra K2R.03-P — встановлення електрообладнання TV Progress, оновлення зовнішнього вигляду;
- Tatra K2T — встановлення електрообладнання TV14 з тиристорами IGBT;
- Tatra K2P — встановлення електрообладнання TV Progress;
- Tatra K3R.N — встановлення електрообладнання TV Progress, оновлення зовнішнього вигляду, вставка між секціями нової нихькопідлогової секції. Так само позначаються подібні модернізації Tatra Т3;
- Tatra K2S — встановлення електрообладнання TV14 або TV Progress з тиристорами IGBT, оновлення зовнішнього вигляду.

## Міста в які здійснювались поставки трамвайних вагонів Tatra K2

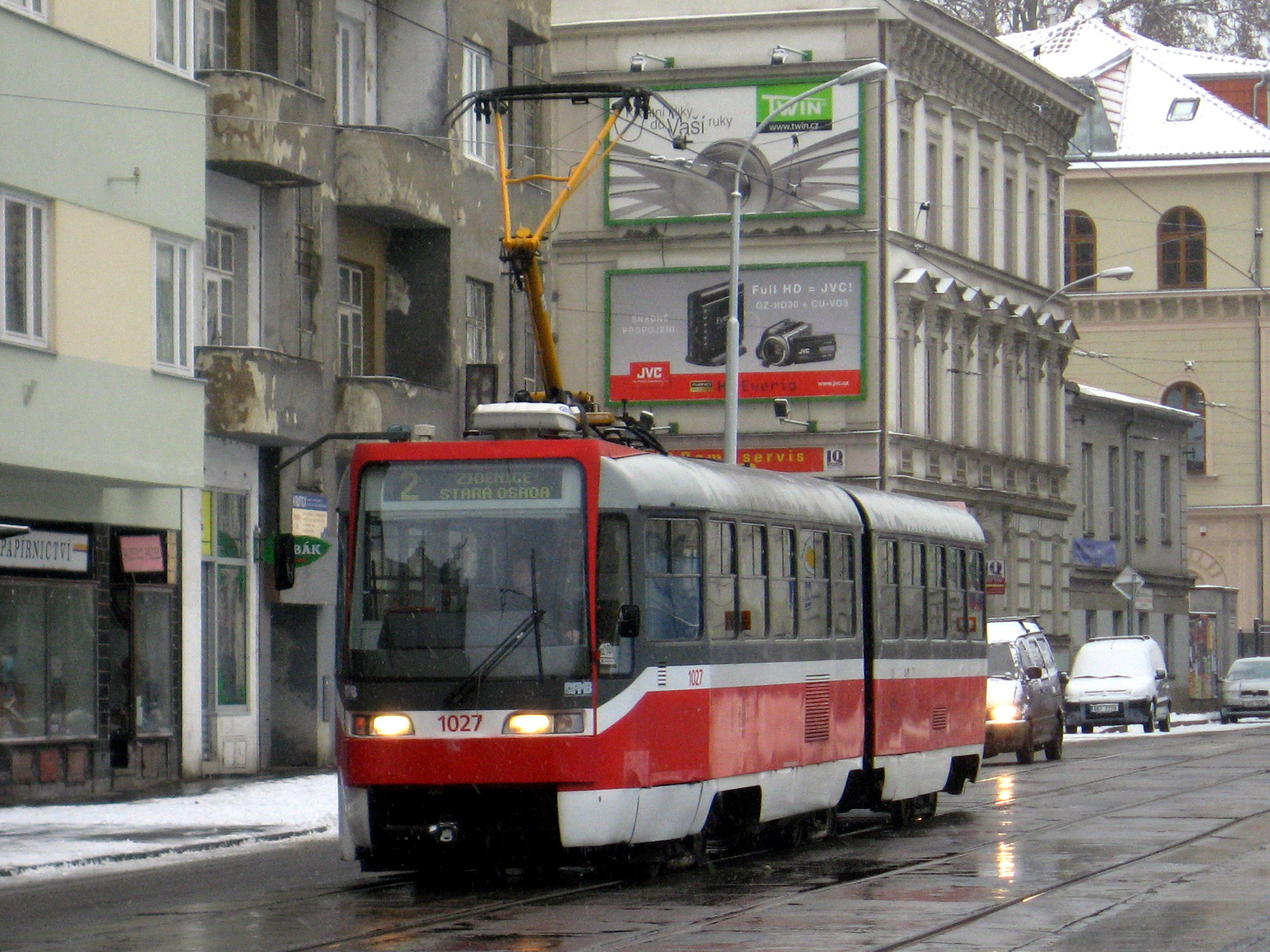
Модернізована Tatra K2 в місті Брно